# Ofek-1
Ofek-1 o Ofeq-1 è stato il primo satellite lanciato da Israele con un proprio razzo vettore. Con questo lancio Israele divenne l'ottava nazione ad avere effettuato un lancio spaziale con un razzo di produzione nazionale.

## Storia
Il satellite Ofek 1 (il cui nome significa “orizzonte”) fu lanciato il 19 settembre 1988 con un razzo Shavit dalla Base aerea di Palmachim. Ha avuto una vita operativa di solo quattro mesi. Il satellite, di forma troncoconica, aveva un'altezza di 2,3 m, un diametro alla base di 1,2 m e di 0,70 m al culmine con una massa al lancio di 156 kg e aveva il compito di realizzare esperimenti sulle celle solari, le trasmissioni radio e il funzionamento dei sistemi di bordo nel vuoto ed in assenza di gravità. A differenza della maggior parte dei satelliti, che vengono lanciati verso est per guadagnare velocità in seguito alla rotazione terrestre, Ofek 1 (come i successivi satelliti Ofek lanciati da Israele) venne lanciato verso ovest in direzione del mar Mediterraneo e posto in orbita retrograda, per evitare il sorvolo di aree densamente popolate in Israele e nei Paesi arabi confinanti.
I satelliti israeliani Ofek sono satelliti da ricognizione o osservazione. Un Ofek 2 pare che sia andato perduto a causa di avarie del razzo vettore verificatesi al momento del lancio il 3 aprile 1990. L'Ofek 3, considerato in Israele un satellite di “2ª generazione”, è stato lanciato il 5 aprile 1995 su un'orbita circolare di 500 km. La successione della serie Ofek è proseguita sino all'Ofek 10, un satellite da ricognizione dotato di radar ad apertura sintetica per l'osservazione della superficie terrestre, lanciato dalla base di Palmachim il 9 aprile 2014 alle 21.00 circa (ora italiana) tramite il razzo vettore Shavit 2. L'Ofek 10 si trova in orbita ad un'altitudine di 600 km e ha un'inclinazione di 140° rispetto all'equatore. Il suo compito principale è osservare i territori ritenuti di vitale importanza per Israele.
L'ultimo satellite della serie Ofek è stato l'Ofek 13, lanciato a marzo 2023.